# Amigos (album d'Eddy Mitchell)
Albums de Eddy Mitchell
Country Rock
(2021)
Amigos est le quarantième album studio d'Eddy Mitchell. Il sort le 29 novembre 2024 sous le label Polydor Universal. L'album est co-réalisé par Alain Artaud et Michel Amsellem.

## Histoire
Pour son quarantième album studio, Eddy Mitchell s'est entouré, pour l'écriture des chansons, de plusieurs collègues chanteurs : Alain Souchon, Pascal Obispo, Alain Chamfort, Sanseverino, William Sheller. Accompagné par des musiciens américains et français, l'opus est enregistré à Bruxelles aux studios ICP. La sortie de l'album est initialement prévue le 8 novembre, mais Eddy Mitchell connaissant des problèmes de santé étant empêché d'assurer la promotion, sa diffusion est repoussée de quelques semaines et le disque sort le 29 novembre 2024,.
Cet opus est aussi le premier réalisé sans le compositeur Pierre Papadiamandis mort en 2022, auquel en introduction du livret (qui accompagne le disque), Eddy Mitchell rend hommage : 
« C'est mon quarantième album "studio" dont seize réalisés avec mon complice de toujours, Pierre Papadiamandis, [...] et onze album live réalisés par le même Pierre, mais ce nouvel album est mon premier sans lui. [...] J'espère que ce disque lui aurait plu, il lui est dédié [...]. Son ami de toujours... Eddy. »

## Liste des titres
| No  | Titre                                                          | Paroles                      | Musique          | Durée |
| --- | -------------------------------------------------------------- | ---------------------------- | ---------------- | ----- |
| 1.  | En décapotable Pontiac                                         | Claude Moine - Alain Souchon | Pierre Souchon   | 4.09  |
| 2.  | L'aventure n'est jamais loin                                   | Claude Moine                 | William Sheller  | 3.22  |
| 3.  | Boogie bougon                                                  | Alain Souchon                | Pierre Souchon   | 3.37  |
| 4.  | Amoureux                                                       | Pierre-Dominique Burgaud     | Alain Chamfort   | 3.39  |
| 5.  | Hey Mama                                                       | Claude Moine                 | Michel Amsellem  | 3.24  |
| 6.  | Dans le ghetto (In the Ghetto)                                 | Claude Moine (adaptation)    | Mac Davis        | 3.16  |
| 7.  | Ils ont changé ma chanson (What Have They Done to My Song, Ma) | Maurice Vidalin (adaptation) | Mélanie Safka    | 3.04  |
| 8.  | Big Jim                                                        | Muriel Moine                 | Michel Amsellem  | 4.31  |
| 9.  | Tu es son homme                                                | Claude Moine                 | Pascal Obispo    | 3.25  |
| 10. | Travailler                                                     | Stef Sanseverino             | Stef Sanseverino | 3.10  |
| 11. | Le chanteur du métro                                           | Claude Moine                 | Michel Gaucher   | 3.14  |
| 12. | De l'air                                                       | Claude Moine                 | Michel Gaucher   | 3.07  |

## Musiciens
Alain Artaud, Michel Amsellem : réalisation
Michel Amsellem : direction musicale
Michel Gaucher : arrangements cuivres
Michel Amsellem : claviers, B-3, piano, Fender Rhodes
Bill Payne : piano, B-3
Jerry Douglas : lap steel guitar, dobro
Basile Leroux : guitares
Jean-Yves Lozac'h : pedal steel guitar
Evert Verhess : basse
Bernie Dresel : batterie, percussions
Michel Gaucher : saxophone, flûte
Christian Martinez : trompette, bugle
Pierre D'Angelo : saxophone
Éric Mula : trompette
Loica Kunstlich, Crystal Petit, Yannick Claire, Cyril Mencé : chœurs